# Якісно-кількісна схема
Якісно-кількісна схема (рос. качественно-количественная схема, англ. qualitative-quantitative flow diagram, нім. qualitativ-quantitatives Schema n — технологічна схема, графічне зображення технологічного процесу збагачення мінеральної сировини з позначенням кількості і якості кожного з продуктів: годинного навантаження, виходу, вмісту основного компонента (компонентів), концентрації твердого у пульпі або вологості продукту, зольності (для вугілля), кількості води у продуктах (м3/год). Якісно-кількісні показники збагачення характеризують технічну досконалість технологічного процесу фабрики.